# Volcano (South Park)
 For alternative betydninger, se Volcano. (Se også artikler, som begynder med Volcano)
"Volcano" er det tredje afsnit af den første sæson af den animerede tv-serie South Park. Det blev første gang sendt på Comedy Central i USA den 27. august 1997. I afsnittet tager de fire hovedpersoner, Stan, Kyle, Cartman og Kenny på et jagttur sammen med Stans onkel Jimbo og hans krigskammerat Ned. Under turen bliver Stan frustreret over sin manglende evne til at skyde et levende væsen og Cartman prøve at skræmme jagtgruppen med historier om et væsen kaldet Scuzzlebutt. I mellemtiden er gruppen ikke klar over at en vulkan i nærheden er tæt på at gå i udbrud.
Afsnittet, der er skrevet og instrueret af seriens skabere Trey Parker og Matt Stone, blev vurderet til at være TV-MA i USA. Afsnitttet blev inspireret af katastrofefilmene fra 1997, Volcano og Dante's Peak, begge film som Parker og Stone ikke kunne lide. Plottet blev også baseret på den megen jagt Parker og Stone var vidne til mens de voksede op i Colorado – Stans mishag ved sporten, reflekterer Parkers egen mening omkring jagt. Parker og Stone mente at animationen i "Volcano" var blevet forbedret signifikant i forhold til tidligere afsnit, de var især tilfredse med lavaen, der blev lavet på computer, og skulle forestille orange pap.
"Volcano" modtog generelt positive anmeldelser og blev nomineret til en Environmental Media Award i 1997. Lidt mere end en million seere så den originale udsendelse, ifølge Nielsen ratings. Afsnittet viser første gang figurerne Ned Gerblansky og Randy Marsh. Sidstnævnte, der også er byens geolog, bliver i senere afsnit fastsat som værende Stans far. Det er også den første af to medvirkende af Scuzzlebutt, der blev en populær mindre figur og også optrådte i videospillene South Park 10: The Game og South Park Rally. Afsnittet parodierer Duck and Cover-undervisningsvideoer fra 1950'erne og 1960'erne, der råder folk til at gemme sig under bordene, i det tilfælde der skulle komme et atomart angreb.

## Plot
I starten af afsnittet tager Stans Onkel Jimbo og hans Vietnamkrigskammerat Ned, Stan, Kenny Kyle og Cartman med på en jagttur i bjergene. Da de ankomer forklarer Jimbo drengene hvordan man jager. Når de ser et dyr, skyder de det efter at have råbt "Det kommer direkte mod os!", så de kan påstå at de skød det i selvforsvar. Stan har ikke det rigtige temperament til at synes jagt er sjovt og finder ud af at han ikke kan skyde et levende mål. I modsætning til Stan, kan Kenny skyde dyr, hvilket imponerer Jimbo. I mellemtiden har South Parks geolog Randy fundet ud af at det bjerg drengene jager på, er en vulkan der er på vej til at gå i udbrud. Han rapportere sine opdagelser til borgmesteren, der beder en af hendes hjælpere om at foretage de rigtige beslutning omkring krisen.
Under jagtturen udnævner Jimbo Kenny til sin æresnevø, hvilket gør Stan sur. Da det bliver aften fortæller Cartman historien om Scuzzlebutt, en mutant der har et stykke bladselleri i stedet for en af dets hænder og Patrick Duffy som et ben. Drengene er skeptiske, så Cartman beslutter at klæde sig ud som væsenet den næste morgen, for at overbevise dem og skræmme dem. Da han forsvinder den næste morgen, går de andre ud for at finde ham. Så ser de Cartman udklædt som Scuzzlebutt og begynder at skyde efter ham. Da de indhenter Cartman for foden at bjerget, prøver Stan at skyde ham for at genoprettet hans ry hos hans onkel. Men han kan ikke og ventetiden giver Cartman tid nok til at smide kostumet. Længere nede af bjerget giver Randy ordre til South Parks beboere om at grave en grøft der kan lede lavaen væk fra byen. 
Pludselig går vulkanen i udbrud. Jægerne prøver at flygte, men opdager at de er fanget på den anden side af grøften. Den rigtige Scuzzlebutt dukker op og Jimbo undskylder til drengene for deres snarlige død, der ser meget sandsynlig ud, lige inden Scuzzlebutt væver en kurv, der kan bære jagtgruppen i sikkerhed. Lavaen flyder dernæst igennem grøften og ødelægger Denver, på grund af geologens fejlberegninger. Men i et mistolket forsøg på at vise at han kan dræbe noget og imponerer hans onkel, dræber Stan Scuzzlebutt. Uheldigvis for Stan er Jimbo ikke imponeret og han fortæller Stan at han altid vil være hans nevø, men "nogle ting dræber man og andre gør man ikke". Stan forstår ikke, eftersom Jimbo prøvede at dræbe Scuzzlebutt tidligere i afsnittet. Ned afslører at han nu forstår tåbeligheden ved våben og smider hans riffel, der affyres og dræber Kenny. Til sidst beslutter drengene at jagt er dumt og går hjem for at se tegnefilm.

## Kulturelle referencer og indflydelse
Afsnittet indeholder en fiktionel undervisningfilm ved navn Lava og Dig, der fortæller at lava passere harmløst over et potentiel offer, der dukker sig og dækker sit hoved til. Filmen var inspireret af faktiske "Duck and Cover"-film fra 1950'erne og 1960'erne, i hvilken bør blev instrueret i at gennem sig under borde eller læne sig op af vægge, i det tilfælde at der kom et atomart angreb. Parker og Stone fandt, ligesom mange andre kritikkere af filmene, metoder smertefuldt simple og troede ikke på at de faktisk ville hjælpe i tilfælde af et sådanne angreb. Jimbo og Ned bliver beskrevet som veteraner fra Vietnamkrigen, en militær konflikt mellem Nordvietnam og Sydvietnam, der varede fra 1959 til 1975. Cartman, der er alt for ung til at have deltage in krigen, påstår at have flashbacks til hans oplevelser under krigen. Patrick Duffy, en amerikansk skuespiller, bedst kan for hans roller i serierne Dallas og Step By Step, optræder i afsnittet som det levende ben på Scuzzlebutt. Matt Stone har sagt at der ikke var nogen bestemt grund til at Duffy blev valgt til benet, udover at han er en ubestemmeligt skuespiller: "Han er bare super farveløs. Hvordan kan du på nogen måde være fan af Patrick Duffy?".
Scenen hvor Scuzzlebutt sætter en stjerne på toppen af et træ, er en reference til en lignede scene i tv-udsendelsen fra 1964, ’’Rudolf the Red-Nosed Reindeer’’,  i hvilken det Snemonstret placerer en julestjerne på toppen af et stort træ. Mount Evanston, det opdigtede bjerg i ”Volcano”, er opkaldt efter det rigtige Mount Evans i Front Range-regionen af Rocky Mountains i Clear Creek County, Colorado. Nichols Canyon i afsnittet er opkaldt efter Kirt Nichols, en ven af Trey Parker.  Jimbo giver Demokraterne skylden for at overbeskyttende love om jægere og våbenejere. Efter at have fundet ud af at børnene er i fare på grund af vulkanen, søger Borgmester McDaniels publicity til hende selv, ved at kontakte nyhedsprogrammerne Entertainment Tonight   og Inside Edition. 
Flere linjer af dialogen fra ‘’Volcano’’ blev specielt populær blandt ‘’South Park’’-fans, heriblandt “It’s coming right for us!”, sagt af Jimbo,  og de to Cartman-sætninger “Democrats piss me off!” (”Demokrater pisser mig af”)  og  “Cartoons Kick Ass!” (”Tegnefilm sparker røv!”), hvoraf den sidste kom på t-shirts.  På trods af den relativt lille rolle Scuzzlebutt spillede i afsnittet, blev han alligevel en populær figure fra South Park.  Han blev inkluderet i ‘’South Park’’-spillene “South Park 10: The Game” og “South Park Rally”.   Sangen “Hot Lava”, sunget af Chef i afsnittet, blev en del af albummet “Chef Aid: The South Park Album” fra 1998. 

## Modtagelse
"Volcano" blev sendt førstes gang på Comedy Central i USA den 27. august 1997, blev vurderet til at være TV-MA. "Volcano", ligesom de tidligere South Park-afsnit før det, blev set af lige godt en million seere, i følge Nielsen ratings. Dette blev anset som værende højt for en kabel-tv-program i USA på det tidspunkt. Environmental Media Association nominerede afsnittet til en Environmental Media Award i kategorien "TV Episodic Comedy". Men den senere vinder af prisen var The Simpsons, for afsnittet "Old Man and the Lisa".
"Volcano" modtog generelt positive anmeldelser. USA Today-kritikeren Matt Roush roste afsnittet, især "Duck and Cover"-filmene. The Advertiser kaldte afsnittet "uhyrligt sjofelt" og "hysterisk sjovt". The Washington Post-kritikeren Tom Shales anså afsnittet for værende sjovere end "Weight Gain 4000". Peter Hawes fra The Sunday Star-Times i Auckland, New Zealand, sagde at afsnittet var sjovt og intelligent. Han sagde om afsnittet, "Endnu engang er den amerikanske nationalpsyke uforgængeligt fanget af en rå tegnefilm." Han kunne godt lide den måde hvorpå voksne var portrætteret mindre fornuftige end børn og han var især glad for "Duck and Cover"-videoerne: "Det er skræmmende sjovt, for det er en ord-for-ord rekreation af de sindssyge atombombe-sikkerhedsfilm, lavet og distribueret af den amerikanske regering i 1952, der aldrig i et sekund troede på at det ville virke." Daily Record i Glasgow, Skotland, roste afsnittet og beskrev det som værende "hardcore humour": "Elsk det eller foragt det, du kan ikke ignorere denne animationsserie for voksne, der bider værre end den gør."